# Victor Makwenge Kaput
Victor Makwenge Kaput est un homme politique de la république démocratique du Congo. Il est ministre de la Santé publique dans les deux gouvernements Gizenga I et Gizenga II, de février 2007 à octobre 2008, et dans le gouvernement Muzito II, à partir du 19 février 2010. Il est membre du PPRD.